# Semaeopus dorsiornata
Semaeopus dorsiornata là một loài bướm đêm trong họ Geometridae.